# Дрохва (срібна монета)
«Дрохва́» — срібна пам'ятна монета номіналом десять гривень, випущена Національним банком України. Присвячена одному з найкрупніших птахів України, зникаючому виду — дрохві (Otis tarda) ряду Журавлеподібних. Вид включено до Червоної книги України та Європейського Червоного списку тварин і рослин, що перебувають під загрозою зникнення у світовому масштабі.
Монету введено в обіг 26 квітня 2013 року. Вона належить до серії «Флора і фауна».

## Опис монети та характеристики
| Номінал грн. | Метал            | Маса, грам   | Діаметр, мм. | Якість виготовлення | Гурт     | Тираж, штук |
| ------------ | ---------------- | ------------ | ------------ | ------------------- | -------- | ----------- |
| 10           | срібло 925 проби | 31,1 / 33,62 | 38,61        | пруф                | рифлений | 5 000       |

### Аверс
На аверсі монети в обрамленні вінка, утвореного із зображень окремих видів флори і фауни, розміщено малий Державний Герб України та написи: на монеті зі срібла — «НАЦІОНАЛЬНИЙ»/ «БАНК»/ «УКРАЇНИ»/ «10»/ «ГРИВЕНЬ»/ «2013», а також позначення металу та його проби — Ag 925, маса в чистоті — 31,1, та логотип Монетного двору Національного банку України.

### Реверс
На реверсі монети зображено дрохву та розміщено написи: «ДРОХВА» (угорі) та «OTIS TARDA» (унизу на тлі трави).

## Автори

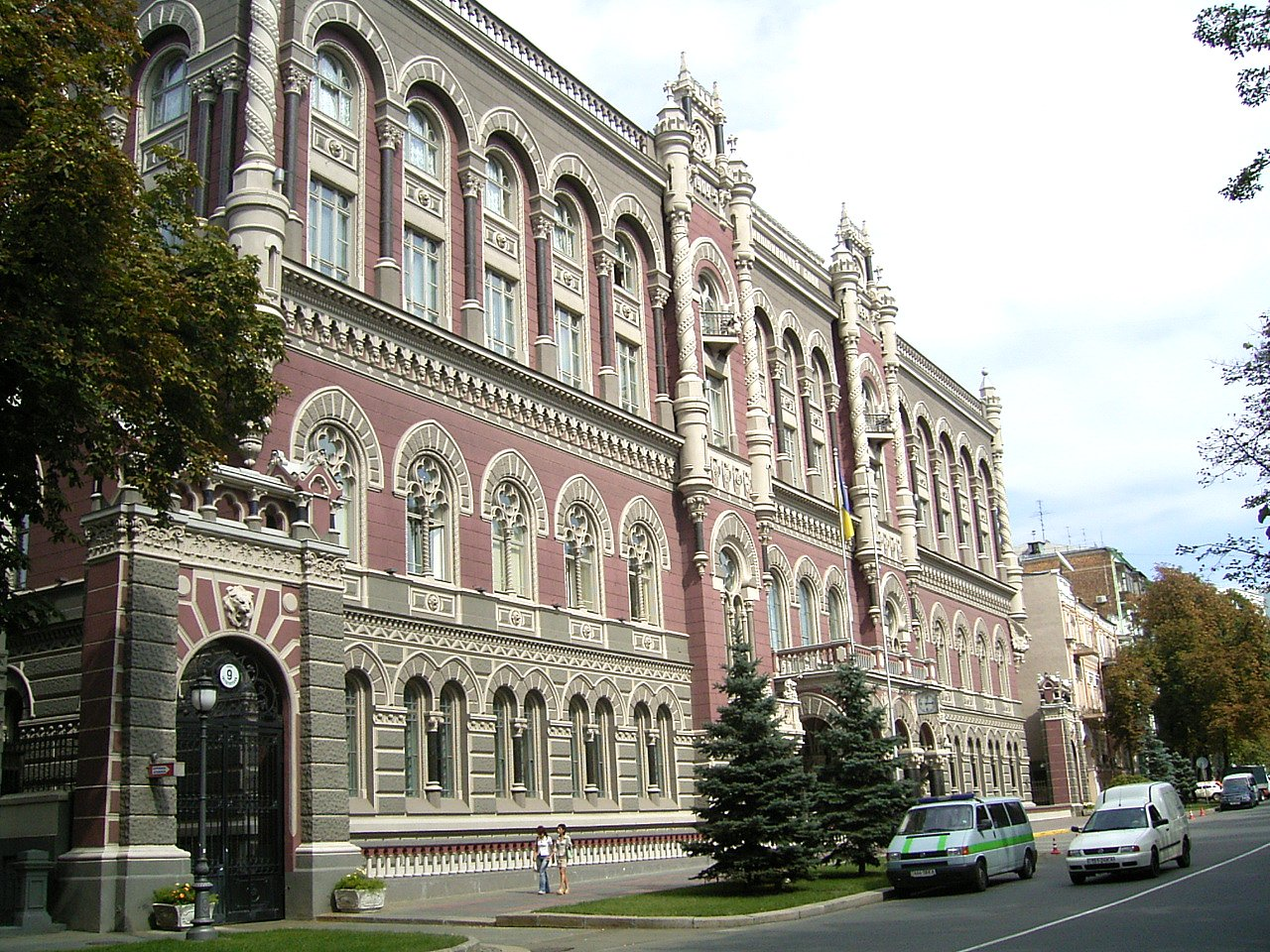
Будівля Національного банку України

- Художник — Дем'яненко Володимир.
- Скульптор — Дем'яненко Володимир.

## Вартість монети
Ціна монети — 575 гривень була вказана на сайті НБУ в 2013 році.
Фактична приблизна вартість монети з роками змінювалася так:
| Рік        | 2013 | 2014 | 2015 | 2016 | 2017 | 2018 | 2019 | 2020 | 2021  | 2022  | 2023  | 2024  | 2025  |
| ---------- | ---- | ---- | ---- | ---- | ---- | ---- | ---- | ---- | ----- | ----- | ----- | ----- | ----- |
| Ціна, грн. | 630  | 600  | 680  | 710  | 800  | 790  | 740  | 710  | 1 130 | 1 700 | 1 950 | 4 700 | 4 200 |